# Saveznici
Saveznici (eng. Allies) ili Savezničke sile (Allied Forces) je izraz kojim se ispočetka neslužbeno, a kasnije službeno koristilo za savez država na čelu s Velikom Britanijom, Republikom Kinom, Sovjetskim Savezom i Sjedinjenim Američkim Državama koji je u Drugom svjetskom ratu pobijedio Sile Osovine.

## Predratna savezništva
Savez država koji će se suprotstaviti Osovini svoje je izvorište imao u dvjema preživjelim članicama Antante iz Prvoga svjetskog rata – Velikoj Britaniji i Francuskoj. Treći član izvorne Antante – Rusko Carstvo – nakon listopadske revolucije preobrazilo se u diplomatski izolirani i ispočetka prema Antanti izuzetno neprijateljski raspoložen Sovjetski Savez. Sjedinjene Američke Države, koje su se Antanti priključile 1917. godine i bile jednom od četiriju velikih sila na Versajskoj mirovnoj konferenciji, vrlo su brzo odlučile zbog izolacionizma napustiti sve vojne i političke saveze. Italija – također priznata kao jedna od sila pobjednica se – pak, postupno počela udaljavati od svojih saveznika, pogotovo nakon što je 1922. godine na njezino čelo došao fašistički režim na čelu s Benitom Mussolinijem.
Raspadu ratnog savezništva bitno je pridonijelo uvjerenje da je Njemačka tako temeljito poražena te u bliskoj budućnosti neće predstavljati opasnost po svjetski mir i sigurnost ratnih pobjednika, kao i uvjerenje da će novostvorena Liga naroda svojim diplomatskim mehanizmima uspješno spriječiti izbijanje novih kriza i ratova, učinivši tako nekadašnje vojne i političke saveze nepotrebnim. S druge strane se 1920-ih počelo javljati sve veće razilaženje među Britanijom i Francuskom, s obzirom na to da su Britanci u skladu s tradicionalnom politikom sjajne izolacije i načela ravnoteže sila držali da Francuska kao kontinentalna sila ne smije dominirati Europom. Francuska se, pak, zbog postojanja granice s Njemačkom, nastojala osigurati s pojačanim utjecajem na njemačke istočne susjede i stvaranjem vojnih aranžmana i saveza od kojih je najpoznatija Mala Antanta.
Britanija i Francuska svoja su neslaganja nastavili i nakon dolaska Adolfa Hitlera na vlast u Njemačkoj, pri čemu su britanske vlade nastojale novi nacistički režim odobrovoljiti politikom ustupaka (appeasament), dok je Francuska bila nešto aktivnija pa je početkom 1930-ih nastojala kao svog saveznika pridobiti Sovjetski Savez. 
Savez Britanije i Francuske ponovno je počeo jačati tek s Abesinijskim ratom, koga su obje države shvatile kao početak nastojanja Italije za proširenjem na račun njihovih kolonijalnih imperija. Mussolinijev režim se, pak, počeo povezivati s Njemačkom, pa je tako 1936. godine stvoren začetak Osovine.
Pokušaji britanskih i francuskih diplomata da u svoj savez uključe druge države u Europi nisu urodili plodom. Nesuglasice između Poljske i Čehoslovačke s jedne, te Poljske i Sovjetskog Saveza s druge strane su, pak, spriječile stvaranje jedinstvenog fronta koji bi se suprotstavio Hitlerovoj politici za vrijeme sudetske krize 1938. godine.
Da će savez morati ući u rat je postalo jasno nakon što je u proljeće 1939. godine Hitler pogazio Münchenski sporazum i okupirao, a potom raskomadao Čehoslovačku. Ubrzo nakon toga, kao i talijanske okupacije Albanije, su zapadne sile reagirale davanjem garancija o nezavisnosti Poljske, Rumunjske i Grčke. Od svih tih zemalja je, međutim, jedino Poljska to iskoristila za ulazak u formalni vojni savez s Britanijom i Francuskom, te su tako 3. rujna 1939. godine te tri države bile jedine važnije članice Saveznika u Drugom svjetskom ratu.

## Saveznici u prvim godinama rata
Britanija i Francuska su vrlo brzo izgubile svog jedinog saveznika, s obzirom na to da je Poljska pregažena za mjesec dana, iako će se na strani Saveznika kasnije boriti snage poljske vlade u izbjeglištvu. 
Kasnije su se Saveznicima uglavnom priključivale države nakon napada osovinskih snaga - Norveška nakon njemačke invazije u travnju, a Belgija, Nizozemska i Luksemburg u svibnju 1940. godine. To, međutim, nije imalo velike koristi za saveznike, s obzirom na to da su te države bile pregažene; jedini izuzetak su bili netaknuti resursi u belgijskim i nizozemskim kolonijama.
Međutim, to je sve izblijedilo nakon što je u lipnju 1940. godine kapitulirala Francuska. Novi francuski režim - prozvan vichyjevskim - je preuzeo kontrolu nad većim dijelom francuskog kolonijalnog imperija, učinivši Britaniju jedinom važnijom članicom Saveznika. Unatoč toga što se smatrala osamljenom, Britanija se nastavila boriti, ohrabrena pobjedom u bitki za Britaniju.
Zbog talijanskog napada se u listopadu 1940. godine Saveznicima priključila i Grčka, ali je i ona ubrzo pregažena, kao i Kraljevina Jugoslavija u travnju 1941. godine.
Rat je svoju prekretnicu, pak, dobio kada je u lipnju 1941. godine Hitlerova Njemačka napala Sovjetski Savez. Nade Hitlera da će se Britanija iz ideoloških razloga priključiti tom pohodu su se izjalovile. Umjesto toga Britanija je u Sovjetskom Savezu vidjela dragocjenog saveznika, koji je ne samo na sebe preuzeo glavnu zadaću vođenja rata, nego na stranu Saveznika uz svoje ljudske i druge resurse stavio komunističke i druge prosovjetske pokrete u Europi i svijetu.
Veliki savez je svoj konačni oblik dobio u prosincu 1941. kada su poslije japanskog napada na Pearl Harbor Njemačka i Italija objavile SAD. Tako se Britaniji i Sovjetskom Savezu priključila najveća, najmoćnija i ratom dotada netaknuta sila. Pokraj svojih ljudskih i drugih resursa, SAD su uz pomoć svog političkog utjecaja na stranu Saveznika stavile i veliki broj država Latinske Amerike.
Japanski napad na SAD je istodobno na stranu Saveznika doveo i mnogoljudnu Kinu, koja je od 1937. godine bila u ratu s Japanom. Zbog toga kineski povjesničari smatraju upravo Kinu prvom državom - članicom Saveznika, odnosno kako je Drugi svjetski rat počeo 1937. godine.

## Velika trojka
Ulaskom SAD u rat se konačno formirala srž saveza, koji će kasnije biti neformalno poznat kao Velika trojka, odnosno u kome će se sve ključne odluke donositi savjetovanjem triju velikih vođa - britanskog premijera Winstona Churchilla, sovjetskog vođe Josifa Staljina i američkog predsjednika Franklina Delana Roosevelta.
Iako je taj savez, kao i svi savezi, bio prije svega motiviran interesima - u slučaju Britanije i Sovjetskog Saveza vlastitim opstankom, a u slučaju SAD nastojanjem da se ostvari svjetska dominacija u poratnom svijetu - njegovi ključni članovi su mu nastojali dati svojevrsno ideološko opravdanje. Za to je poslužila tzv. Deklaracija Ujedinjenih naroda s početka 1942. godine, kojom su članice Saveznika prihvatile načela Atlantske povelje, koju su donijele Britanija i tada još neutralne Sjedinjene Američke Države u kolovozu 1941. godine. Ta je deklaracija kasnije poslužila kao model temeljem koga će se stvoriti današnja Organizacija Ujedinjenih naroda, odnosno mnoge važne institucije poratnog svijeta.
Odnosi među Saveznicima nikada nisu bili potpuno skladni, ali se za vrijeme samog rata, a pogotovo u trenutcima kada su Sile Osovine bile na vrhuncu moći, izbjegavalo javno izražavanje nesuglasica, a članice Velike trojke su bile spremne na ponekad bolne ustupke svojim saveznicima. Tako su SAD, na primjer, unatoč daleko veće popularnosti rata protiv Japana među vlastitom javnošću, odmah donijele odluku da se prvo porazi Njemačka, što je bilo u interesu Britanije i Sovjetskog Saveza. Staljin je, s druge strane, formalno ukinuo Kominternu kako bi savez učinio prihvatljivim svojim saveznicima, kao i antikomunističkom dijelu njihove javnosti. I Britanija i SAD su, pak, pokazale razumijevanje prema odluci Sovjetskog Saveza da radi izbjegavanja rata na dvije bojišnice održi svoju neutralnost u odnosu na Japan odnosno ne uđe u pacifički rat nakon napada na Pearl Harbor.
Nesuglasice među Saveznicima su uglavnom, pogotovo na početku saveza, bile uglavnom praktičke prirode. Tako je Staljin, suočen s njemačkom ofenzivom na istočnom bojištu u ljeto 1942. inzistirao da zapadni saveznici otvore drugu bojišnicu u Zapadnoj Europi. Taj je zahtjev kasnije postao manje važan promjenom situacije na bojišnici, odnosno iskrcavanjem Saveznika u Sjevernoj Africi i Italiji. 
Nesuglasice su postojale i među samim zapadnim saveznicima, pa su SAD 1942. godine smatrale da Saveznici moraju podilaziti vichyjevskoj Francuskoj, za razliku od Britanije koja je podržavala Slobodne Francuze.  
Iako su se nesporazumi pooštrili pred sam slom Sila Osovine u Europi - pri čemu je najzorniji primjer postojanje dvije poljske vlade nakon što je Poljska oslobođena uz pomoć Crvene Armije 1944. godine - savez je ostao čvrst do samog kraja. 
Prema zamislima Velike trojke, u njihov isključivi klub su se nakon oslobođenja trebali priključiti Francuska (što je bilo u interesu Britanije) i Kina (na čemu su ustrajavale antikolonijalistički raspoložene SAD). Dok je Francuskoj nakon rata 1945. godine priznat formalno status velike savezničke sile, u slučaju Kine to nije bilo moguće praktično izvesti zbog neprevladanih sporova između nacionalista Čang Kaj Šeka i komunista Mao Ce Tunga – frakcije koje će vrlo brzo Kinu uplesti u krvavi građanski rat.

## Saveznici poslije rata
Savezništvo Velike trojke je s nestankom Sila Osovine vrlo brzo izgubilo svoju svrhu postojanja, ali su se prvih poratnih godina određeni oblici suradnje održali, prvenstveno u oblastima kao što su okupacija Njemačke, repatrijacija i zbrinjavanje izbjeglica, odnosno suđenja ratnim zločincima od čega su najpoznatiji Nürnberški proces i Tokijski proces.
Međutim, nakon što su ta praktična pitanja riješena, nesuglasice po pitanju poratnog uređenja svijeta su Sovjetski Savez i njegove zapadne saveznike odvele na suprotne strane, odnosno u otvoreno neprijateljstvo koje je bilo poznato kao hladni rat.

## Nadnevci nakon kojih su se pojedine države priključile Saveznicima

### Nakonnjemačkog napada na Poljsku
- Poljska: 1. rujna 1939.
- Ujedinjeno Kraljevstvo: 3. rujna 1939.  (uključujući Indijsko Carstvo & Krunske kolonije)
- Francuska: 3. rujna 1939.
- Australija: 3. rujna 1939.
- Novi Zeland: 3. rujna 1939.
- Nepal: 4. rujna 1939.
- Južna Afrika: 6. rujna 1939.
- Kanada: 10. rujna 1939.

### Nakon završetkaLažnog rata
- Norveška: 9. travnja 1940.
- Belgija: 10. svibnja 1940.
- Luksemburg: 10. svibnja 1940.
- Nizozemska: 10. svibnja 1940.
- Grčka: 28. listopada 1940.
- Kraljevina Jugoslavija: 6. travnja 1941.
- SSSR : 22. lipnja 1941.
  - Tanu Tuva: 25. lipnja 1941.

### Nakonnapada na Pearl Harbor
- Panama: 7. prosinca 1941.
- Kostarika: 8. prosinca 1941.
- Dominikanska republika: 8. prosinca 1941.
- Salvador : 8. prosinca 1941.
- Haiti : 8. prosinca 1941.
- Honduras : 8. prosinca 1941.
- Nikaragva : 8. prosinca 1941.
- Sjedinjene Američke Države: 8. prosinca 1941.
- Republika Kina: 9. prosinca 1941.
- Gvatemala : 9. prosinca 1941.
- Kuba : 9. prosinca 1941.
- Čehoslovačka (izbjeglička vlada) : 16. prosinca 1941.

### NakonDeklaracije o Ujedinjenim narodima
- Meksiko: 22. svibnja 1942.
- Brazil: 22. kolovoza 1942.
- Etiopija: 14. prosinca 1942.
- Irak: 17. siječnja 1943.  (okupiran od Saveznika 1941.)
- Bolivija: 7. travnja 1943.
- Iran: 9. rujna 1943. (okupiran od Saveznika 1941.)
- Italija: 13. listopada 1943.  (bivša članica Osovine)
- Kolumbija: 26. studenog 1943.
- Liberija: 27. siječnja 1944.

### NakonDana D
- Rumunjska: 25. kolovoza 1944. (bivša članica Osovine)
- Bugarska: 8. rujna 1944. (bivša članica Osovine)
- San Marino: 21. rujna 1944.
- Albanija: 26. listopada 1944.
- Mađarska: 20. siječnja 1945. (bivša članica Osovine)
- Bahawalpur: 2. veljače 1945.
- Ekvador: 2. veljače 1945.
- Paragvaj: 7. veljače 1945.
- Peru: 12. veljače 1945.
- Urugvaj: 15. veljače 1945.
- Venezuela: 15. veljače 1945.
- Turska 23. veljače 1945.
- Libanon: 27. veljače 1945.
- Saudijska Arabija: ožujak 1945.
- Finska: 4. ožujka 1945. (bivša članica Osovine)
- Argentina: 27. ožujka 1945.
- Čile: 11. travnja 1945.

### Nakonnapada na Hiroshimu
- Narodna Republika Mongolija: 9. kolovoza 1945.

## Oružane snage i planovi Saveznika

#### Velika Britanija
Velika Britanija je 1939. godine ušla u rat s planovima prilično sličnima onima s kojima se ušlo u prvi svjetski rat. 
Britanske kopnene snage su bile relativno malobrojne i profesionalne naravi, te su se na početku trebale koristiti u ograničenim akcijama, odnosno kao podrška brojnijoj francuskoj vojsci, sve do trenutka kada se popuni novacima. S druge strane, malobrojnost je britansku vojsku učinila jedinom potpuno motoriziranom vojskom u svijetu, te je kvalitetom i obučenošću ljudstva bila iznad europskog prosjeka. S druge strane, međuratni period je predstavljao i svojevrsnu stagnaciju, jer su na temelju iskustava prvog svjetskog rata, pogotovo u primjeni i taktici tenkova izvučeni pogrešni zaključci. 
Nedostatci britanskih kopnenih snaga su imali potpunu suprotnost u Kraljevskoj mornarici (RN) koja je, unatoč svojevrsnog zaostajanja početkom 1930-ih, još uvijek predstavljala silu sposobnu ostvariti potpunu nadmoć na većini svjetskih mora. RN je imala vrlo kvalitetno ljudstvo, kao i komandni kadar otvoren prema novim idejama, zbog čega su britanski brodovi bili prilično raznoliki - od torpednih čamaca do nosača aviona - te u stanju izvoditi različite i najsloženije operacije. Slično kao i u napoleonskim ratovima, upravo će RN omogućiti Britaniji da sama vodi rat protiv ostatka europskog kontinenta.
Najvrjedniji i najmoderniji dio britanskih oružanih snaga predstavljalo je Kraljevsko ratno zrakoplovstvo (RAF). Bilo je sastavljeno od raznolikih tipova aviona i sposobno za raznovrsne zadatke, dijelom i zbog različitih doktrina koje su, svaka na svoj način, pomogle njegovom razvoju između dva rata. Na početku se smatralo da ništa ne može zaustaviti bombardere, te se umjesto ustrajavanja na lovačkom zrakoplovstvu stvorio velikih broj teških tzv. strateških bombardera kako bi se na neprijateljske napade odgovorilo istom mjerom. Kasnije je veći naglasak stavljen na lovačke zrakoplove koji će braniti Britansko Otočje i njegove industrijske centre, za što su razvijeni kvalitetni lovci Spitfire i Hurricane, od kojih se potonji pokazao i dobrim izborom za podršku kopnenim snagama.

#### Francuska
Francuska je 1939. godine bila pod snažnim utjecajem iskustava Prvog svjetskog rata koje su se odrazile kako na vojnu doktrinu, tako i na moral nacije.
Osnovna misao vodilja francuskih vojnih stratega su bili enormni gubiTci u ljudstvu nakon pokušaja da se ofenzivnim akcijama probiju njemačke linije. Zato se za budući rat odabrala defanzivna strategija temeljena na primjeni poprečne vatre i sistema utvrđenja koji je trebao na smrt iskrvariti njemačkog napadača. Krajnji izraz te doktrine bila je čuvena Maginotova linija - sustav utvrđenja na njemačkoj granici koji se smatrao najmodernijim na svijetu i praktički neprobojnim.
Maginotova linija je, s druge strane, u sebi krila ozbiljni nedostatak - ogromne troškove zbog kojih se, djelomično, odustalo od gradnje sličnog kompleksa na belgijskoj granici (iako je odluka bila dijelom i političke naravi, u svrhu ohrabrenja Belgije da se u budućem sukobu pridruži saveznicima). No, daleko veći problem je bio taj što su sredstva uložena u Maginotovu liniju uskraćena razvoju i proizvodnji novih, modernih oružja. Zato je francuska kopnena vojska u rat ušla s velikim dijelom zastarjele i neadekvatne opreme. Jedini izuzetak su bili tenkovi, koji su u to doba bili najsuvremeniji u svijetu, ali čije prednosti nisu došle do izražaja zbog pogrešne taktike.
Dodatni problem za francusku vojsku bila je u izuzetno lošoj kvaliteti najvišeg komandnog kadra koji su, s izuzecima poput generala de Gaullea, sačinjavali potpuno nesposobni ljudi zastarjelih shvaćanja, pa tako u zgradi francuskog glavnog stožera nije postojao niti jedan telefon ili radio-stanica. I među ljudstvom je bilo dosta problema, pogotovo zbog toga što su veliki dio jedinica sačinjavali nekvalitetni i defetizmu skloni pričuvnici. 
Francuska ratna mornarica je, s druge strane, bila prilično moderna, ali ona u ratu, s obzirom na to da je bila koncentrirana u Mediteranu, uglavnom nije došla do sadržaja. 
Francusko ratno zrakoplovstvo je, pak, bilo inferiorno njemačkom brojem i kvalitetom aparata. Tek je krajem 1930-ih uložen određen napor da se počnu proizvoditi moderni tipovi zrakoplova, ali je to došlo prekasno da bi se odrazilo na bojištu.

#### Sovjetski Savez
Sovjetski Savez je od svih velikih sila 1939. godine imao najbrojnije oružane snage, kako po pitanju ljudstva, tako po pitanju broja zrakoplova, tenkova i drugog suvremenog oružja. Prave razmjere sovjetske vojne sile su postale očite tek kasnije tijekom rata. 
No, ta je brojčana nadmoć u sebi krila ozbiljnu slabost. Početkom 1930-ih su uloženi veliki napori kako bi se Crvena armija opremila ne samo modernim naoružanjem, nego i doktrinom koja će, po uzoru na iskustva na građanskog rata, koristiti moderna tehnička sredstva kako bi se manevrom i napadačkom taktikom slomio neprijatelj. 
S druge strane, sav taj napredak je gotovo u potpunosti zaustavljen staljinskim čistkama krajem 1930-ih tijekom kojih je u potpunosti izbrisana cijela jedna generacija sposobnih i kvalitetnih časničkih kadrova, a na njihova mjesta dovedene neiskusne ili nesposobne zamjene. Kao posljedica svega toga, sovjetska taktika, strategija i općenitu kvalitetu vojske bio je daleko ispod standarda većine zapadnih zemalja. Tek će neugodna iskustva u zimskom ratu natjerati Staljina da počne obnovu Crvene armije. 
Sovjetska avijacija je također brojčano bila prilično impresivna, ali je, slično kao i Luftwaffe, bila pretežito orijentirana na podršku kopnenim trupama. S druge strane, Sovjeti su bili među prvima koji su prepoznali potencijale vertikalnog manevra te stvorili zračno-desantne i padobranske jedinice, odnosno razvili tehnike snabdijevanja padobranima.
Zbog zatvorenosti mora i orijentacije na kopnenu i zračnu silu, sovjetska RM je 1930-ih igrala podređenu ulogu. Većina plovila je bila zastarjela, ali je brojnošću bila sposobna podržati kopnenu vojsku u amfibijskim operacijama.

#### SAD
Zbog oceana koji su je odvajali od Europe i Azije, te u domaćoj politici vladajućeg izolacionizma, SAD su 1930-ih vrlo malo ulagali u obranu, držeći kako će se budući rat izbjeći, odnosno da SAD u njemu neće sudjelovati.
Jedini izuzetak je bila ratna mornarica, koja se razvijala zbog sve većeg suparništva SAD s Japanom u području Pacifika. Zbog velikih udaljenosti između pojedinih točaka na Pacifiku, veliki je naglasak stavljen na zrakoplovstvo, odnosno koordinaciju njegovih aktivnosti s mornaricom. Zbog toga su SAD, slično i Japan, razvile vrlo kvalitetnu i izvježbanu mornaričko zrakoplovstvo te sagradile nekoliko nosača zrakopla. Veliki je napor uložen i u razvijanje tehnika za amfibijske operacije, odnosno brzu gradnju zračnih luka i luka na izoliranim otocima.
Zbog toga je razvoj kopnene vojske, odnosno planovi za eventualno djelovanje na europskim bojištima bio potpuno zanemaren. Godine 1939. američka vojska je imala zastarjelu opremu i neadekvatnu taktiku. No, relativno kasni ulazak u rat je omogućio učenje na tuđim iskustvima, dok su mnogi od tih nedostataka nadoknađeni industrijskom moći SAD koja je, slično kao i Sovjetski Savez, kvalitativne nedostatke izbrisala kvantitetom.